# Piranha (1972)
Piranha (Alternativtitel: Piranha – Der Fluß des Todes, Originaltitel: Piranha Piranha) ist ein Abenteuerfilm aus dem Jahr 1972 von Regisseur Bill Gibson mit William Smith in der Hauptrolle.

## Handlung
Die Fotografin Terry fliegt zusammen mit ihrem Bruder Arthur nach Venezuela, wo Terry im Urwald Tier- und Landschaftsaufnahmen machen will. Jim Pendrake soll die beiden durch den Dschungel führen. Von Caracas fahren sie mit Motorrädern nach Guayana, wo sie den Jäger Caribe kennenlernen. Während Arthur und Jim auf dem Weg zu einer Diamantmine sind, vergewaltigt Caribe Terry. Als Arthur davon erfährt, sucht er Caribe. Als er ihn findet, ersticht ihn dieser mit einem Buschmesser. Später kommt es zu einem Kampf zwischen Caribe und Jim und als Jim schon am Boden liegt und Caribe sein Buschmesser herausholt, erschießt Terry ihn.

## Hintergrund
- Entgegen dem Filmtitel spielen Piranhas im Film kaum eine Rolle und werden nur im Vorspann sichtbar gezeigt.
- Erstaufführung im deutschen Fernsehen war am 1. November 1986 auf RTL plus.

## Kritiken
„Unbedeutender Abenteuerfilm.“